# Sandvik
Sandvik ist eines der größten Industrieunternehmen Schwedens. Das Unternehmen ist im Maschinen- und Werkzeugbau sowie bei der Herstellung von Spezialstahl tätig. Es wurde 1862 im schwedischen Sandviken gegründet.

## Geschäftstätigkeit

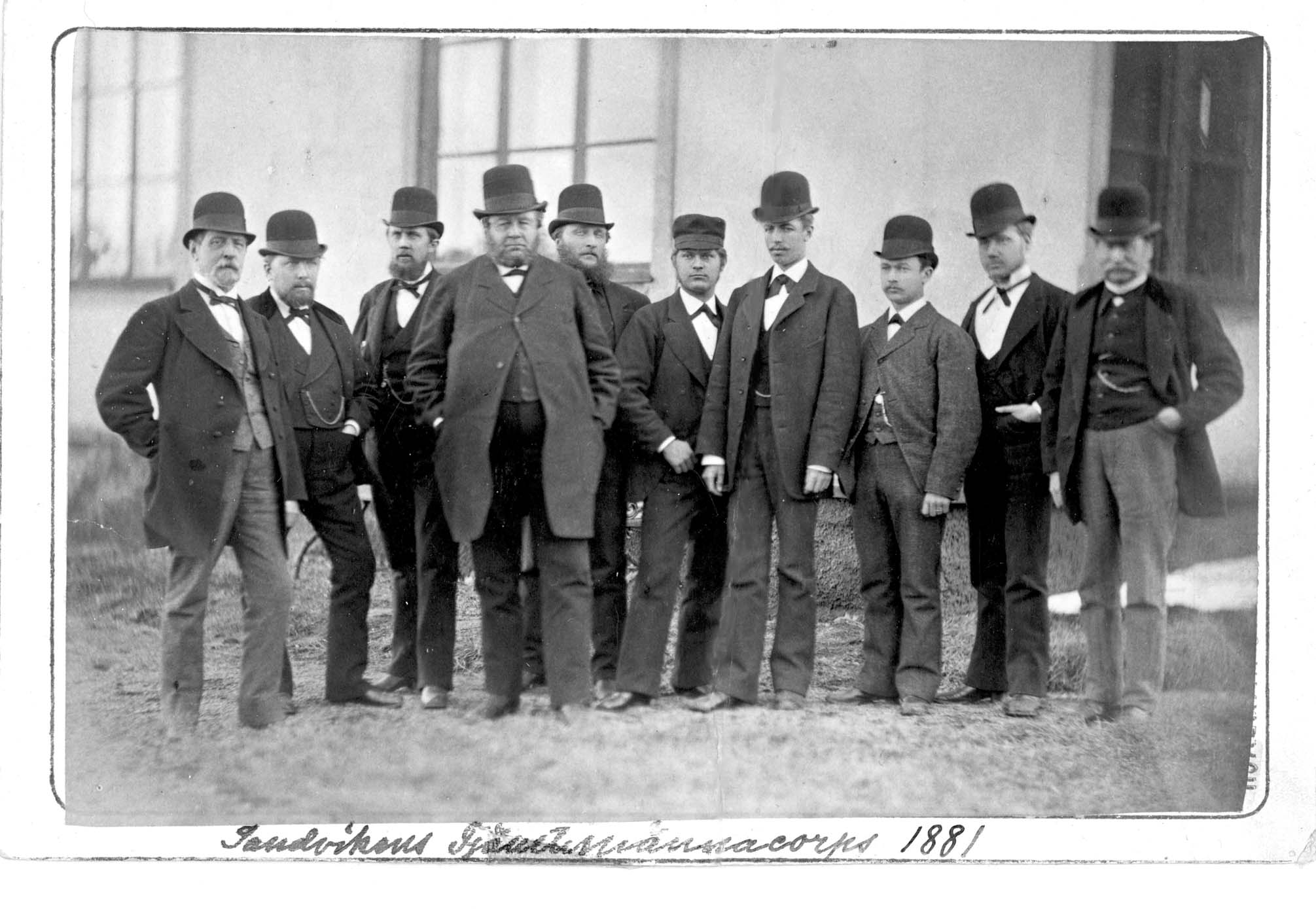
Firmenbild aus dem Jahr 1881

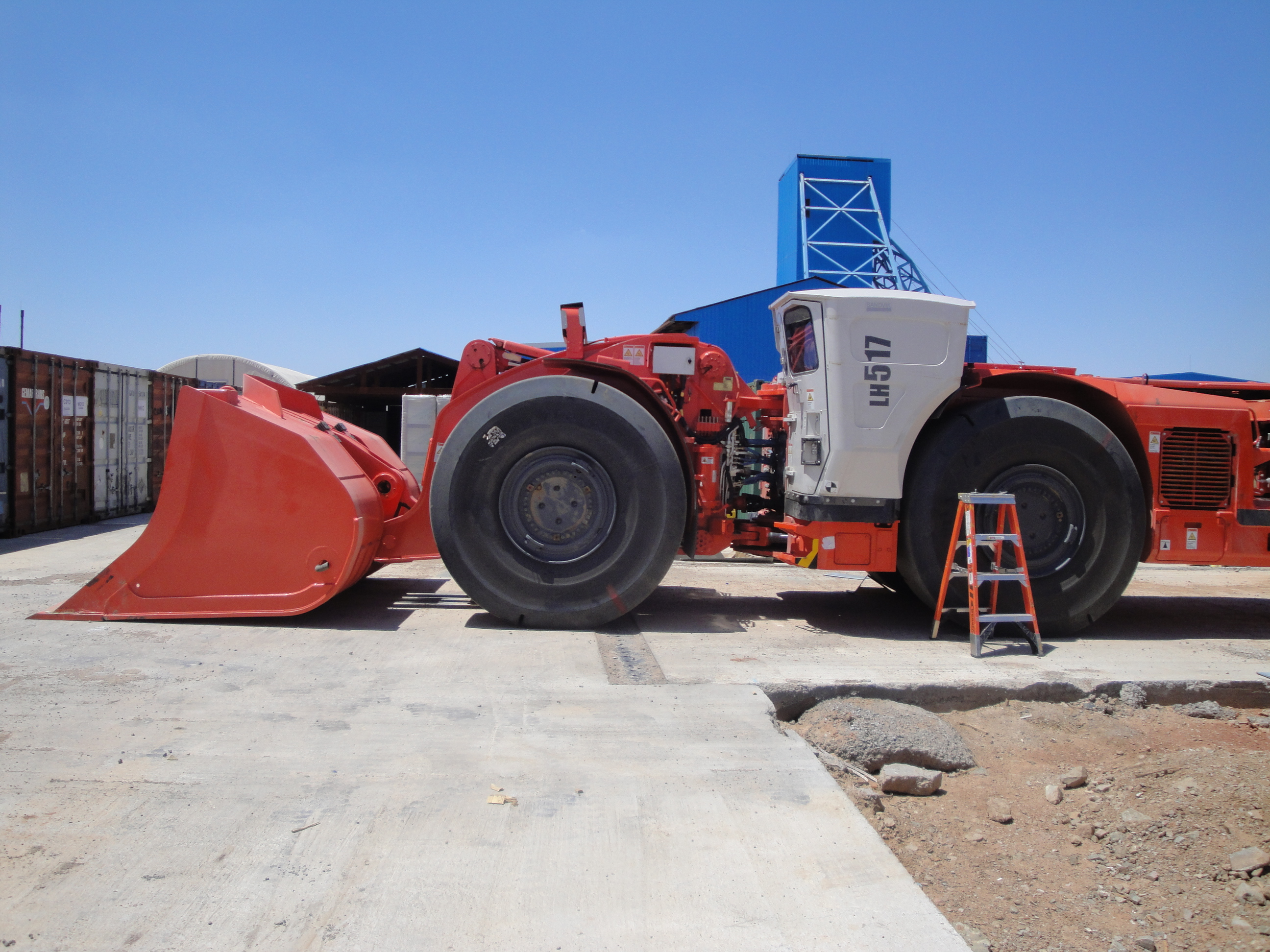
Radlader für den Untertagebau Sandvik LH517 LHD

Von dem Umsatz in Höhe von 112 Mrd. Schwedischen Kronen im Jahr 2022 entfielen auf den Bereich Mining and Rock Solutions 56,8 Mrd. Die Palette in diesem Bereich reicht von Bohrköpfen und Bohrgeräten über Förderbänder bis hin zu Fahrladern und Transportern.
Einen Umsatz in Höhe von 9,6 Mrd. erzielte der Geschäftsbereich Rock Processing Solutions. Es werden Maschinen und Anlagen zur Aufbereitung von Gesteinen, Mineralien und Erzen hergestellt. Knapp 40 % wird im Bereich Bergbau umgesetzt und der überwiegende Teil im Bereich Infrastruktur einschließlich Recycling von Baustoffen.
Der Geschäftsbereich Manufacturing and Machining Solutions, erzielte einen Umsatz in Höhe von 10,0 Mrd. Dieser Geschäftsbereich umfasst unter anderem die Tochtergesellschaften Sandvik Coromant und Walter. Dabei werden insbesondere Wendeschneidplatten und Bohrer für die Automobilindustrie und den allgemeinen Maschinenbau hergestellt. Zu geringeren Teilen auch für die Konsumgüter- und die Luft- und Raumfahrtindustrie. Rund die Hälfte der Umsätze werden in Europa, annähernd ein Viertel im Nordamerikanischen Raum, ca. 20 Prozent in Asien erzielt.

## Geschichte
Sandvik wurde 1862 von Göran Fredrik Göransson gegründet, der als Erster erfolgreich die Bessemer-Methode für Stahl im industriellen Maßstab anwenden konnte. Zunächst produzierte Sandvik Stahl für Bohranlagen und ging 1901 an die Stockholmer Börse. In den 1920er Jahren nahm Sandvik die Produktion von rostfreiem Stahl auf.
1991 übernahm Sandvik den schwedischen Werkzeug-Hersteller Bahco, später ging die Marke mit dem Sandvik-Geschäftsbereich Sägen & Werkzeuge an das US-Unternehmen Snap-on und wurde Teil von SNA Europe. Im Jahr 2005 wurde die Walter AG aus Tübingen übernommen, der Hersteller von Metallbearbeitungswerkzeugen ist heute ein rechtlich selbständiges Tochterunternehmen von Sandvik. 2018 wurde der Geschäftsbereich Sandvik Stainless Wire an die Zapp AG veräußert.
Stand 2023 beschäftigt Sandvik unter der Leitung des Geschäftsführers Stefan Widing ungefähr 40.000 Mitarbeiter in 130 Ländern.